# Leptonema natalense
Leptonema natalense är en nattsländeart som beskrevs av Martin E. Mosely 1933. Leptonema natalense ingår i släktet Leptonema och familjen ryssjenattsländor. Inga underarter finns listade i Catalogue of Life.